# Hogna parvagenitalia
Hogna parvagenitalia är en spindelart som först beskrevs av Guy 1966.  Hogna parvagenitalia ingår i släktet Hogna och familjen vargspindlar.
Artens utbredningsområde är Kanarieöarna. Inga underarter finns listade i Catalogue of Life.